# مسکن در ژاپن

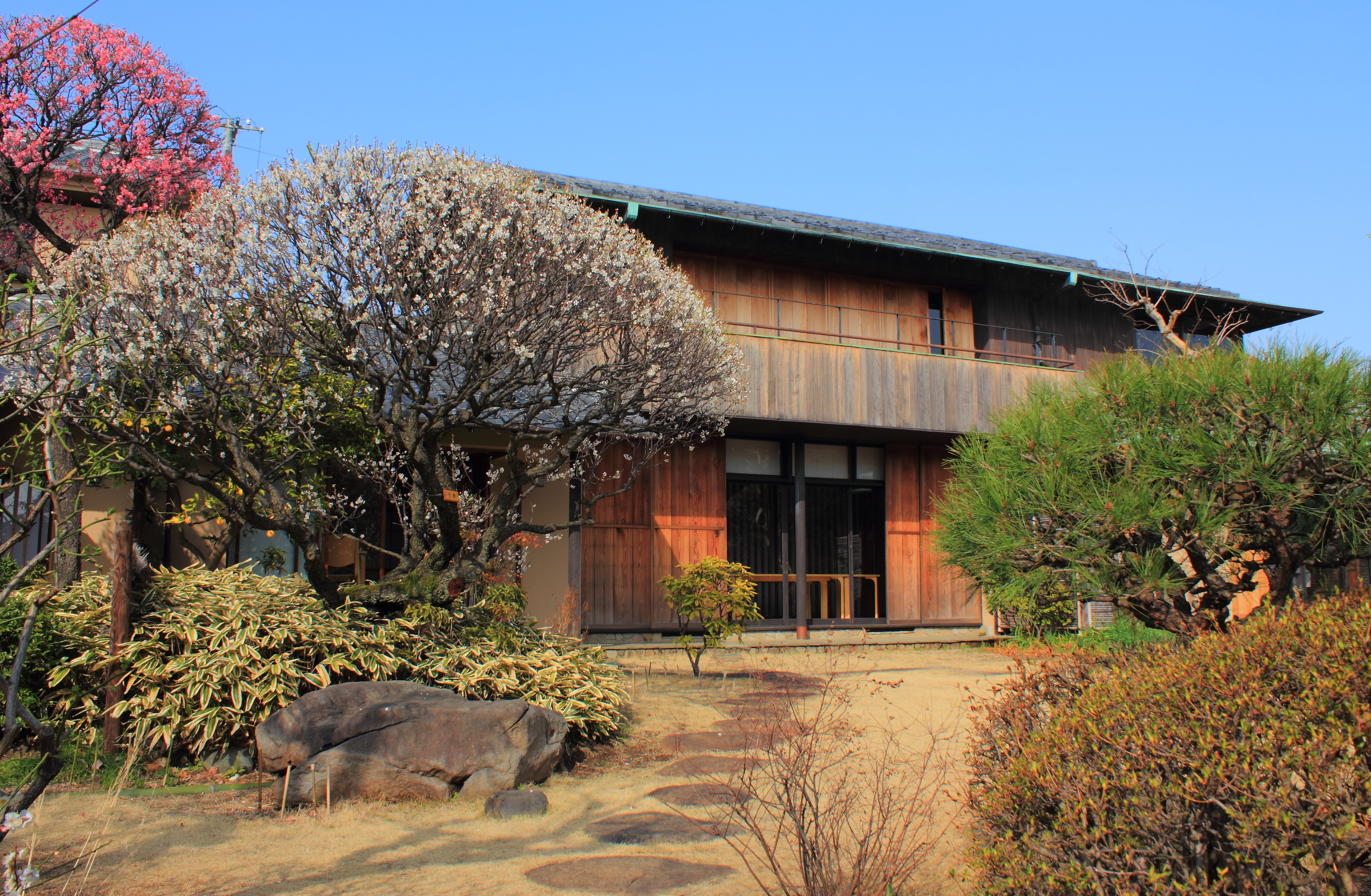
سوکیا-زوکوری سبک معماری سنتی ژاپنی.

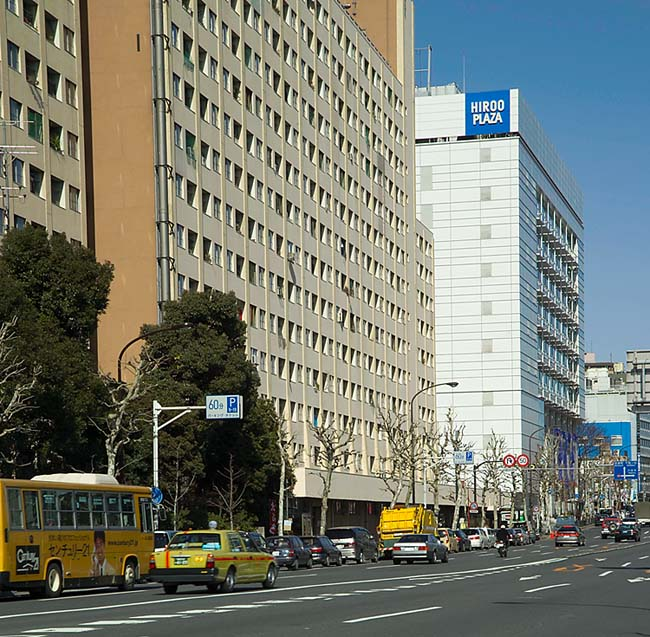
یک ساختمان مسکن عمومی که توسط دولت توکیو تهیه شده‌است.

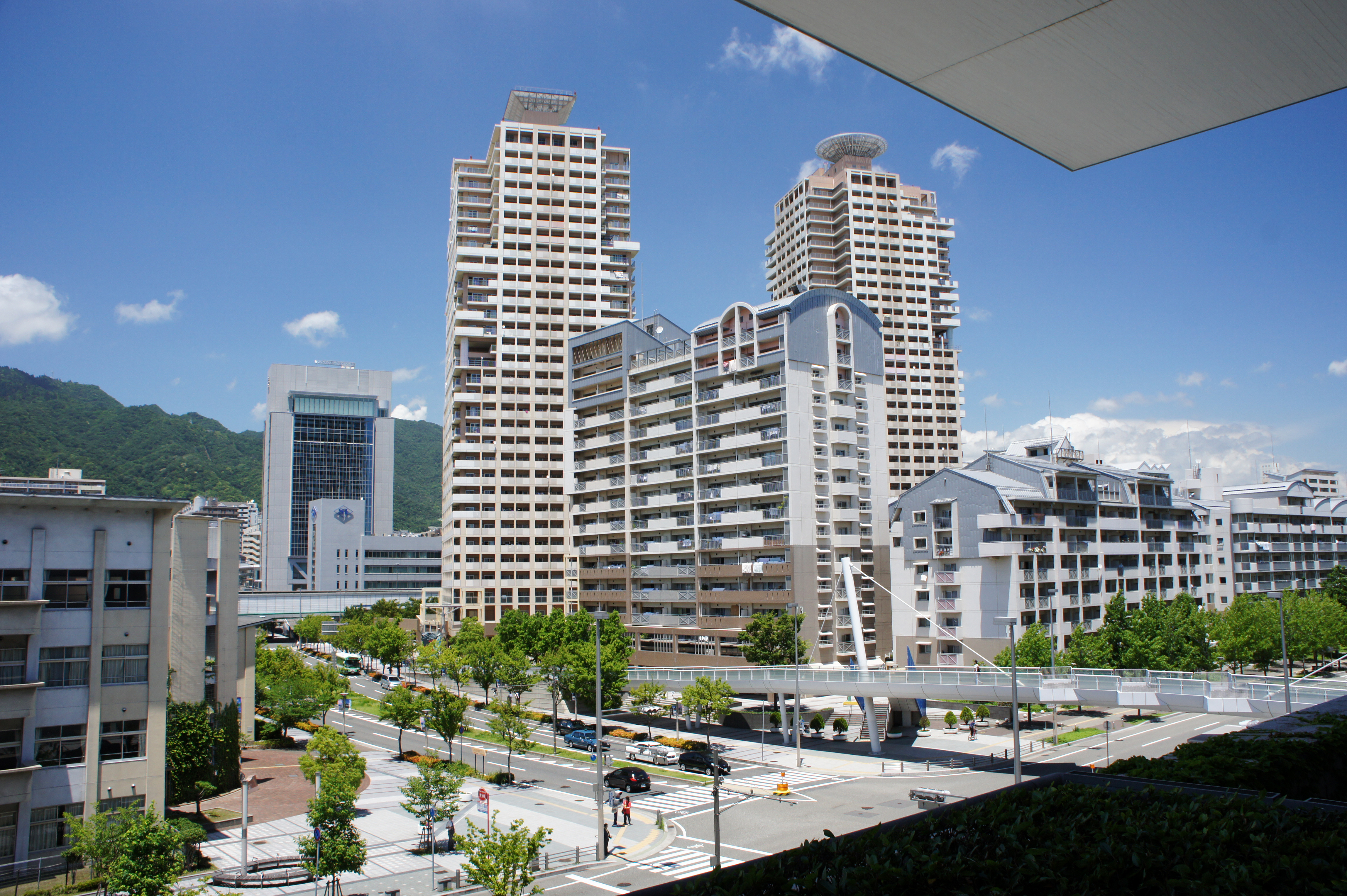
یک مجتمع آپارتمانی مدرن در ژاپن.

مسکن در ژاپن شامل سبک‌های مدرن و سنتی است. دو الگو برای اقامت در ژاپن معاصر غالب است: خانه مستقل تک خانواده‌ای و ساختمان چند واحدی که متعلق به شخص یا شرکتی باشد و به عنوان آپارتمان به مستأجر اجاره داده شود یا متعلق به ساکنان باشد. انواع اضافی مسکن، به ویژه برای افراد مجرد، شامل خانه‌های شبانه‌روزی (که در بین دانشجویان دانشگاه محبوب هستند)، خوابگاه‌ها (معمول در شرکت‌ها) و پادگان‌ها (برای اعضای نیروهای دفاع‌ازخود ژاپن، پلیس و برخی دیگر از کارمندان عمومی) است.
یک ویژگی غیرمعمول مسکن ژاپنی این است که خانه‌ها عمر محدودی دارند و معمولاً پس از چند دهه، عموماً بیست سال برای ساختمانهای چوبی و سی سال برای ساختمانهای بتنی، خراب و بازسازی می‌شوند - برای جزئیات بیشتر به بخش مقررات در همین مقاله مراجعه کنید.

## آمار مسکن
ارقام حاصل از نظرسنجی مسکن و زمین در سال ۲۰۱۲ توسط وزارت امور داخلی و ارتباطات نشان می‌دهد که ژاپن در آن زمان ۵۳ میلیون و ۸۹۰ هزار و ۹۰۰ واحد مسکونی داشته‌است. از این تعداد ۴۶٬۸۶۲٬۹۰۰ واحد (۸۶٫۹٪) دارای ساکن و ۷٬۰۲۷٬۹۰۰ واحد (۱۳٫۰٪) فاقد سکنه بودند. از واحدهای دارای سکنه، ۲۸٬۶۶۵٬۹۰۰ واحد (۶۱٫۲٪) متعلق به خانوار ساکن در آن بود. متوسط تعداد اتاق در هر واحد مسکونی ۴٫۷۷، متوسط کل زمین هر واحد ۹۴٫۸۵ متر مربع و متوسط تعداد افراد در هر اتاق ۰٫۵۶ نفر بود. ۴۵٬۲۵۸٬۰۰۰ واحد (۹۶٫۶٪) منحصراً برای زندگی و ۱٬۶۰۵٬۰۰۰ واحد (۳٫۴٪) هم برای زندگی و هم برای اهداف تجاری مورد استفاده قرار گرفته بود. از واحدهایی که به‌طور انحصاری برای زندگی استفاده می‌شود، ۱۰ میلیون و ۸۹۳ هزار (۲۴٫۱ درصد) به دستگاه ردیاب خودکار دود مجهز شده‌اند. در سال ۲۰۰۳، مطابق با طبقه‌بندی وزارت امور داخلی و ارتباطات ژاپن، ۱۷ میلیون و ۱۸۰ هزار واحد مسکونی (۳۶٫۷٪) به عنوان مناطق شهری طبقه‌بندی شده‌اند در حالی که ۲۷ میلیون و ۵۵۳ هزار واحد مسکونی (۵۸٫۸٪) در مناطق روستایی واقع شده‌اند.
همانند آمریکا، بیشتر ژاپنی‌ها در خانه‌های تک خانواده زندگی می‌کنند. در دوره پس از جنگ، تعداد خانه‌های چند واحدی در ژاپن به سرعت افزایش یافت. به عنوان مثال در سال ۱۹۹۰، ۶۰٪ از خانه‌های ژاپنی از خانه‌های تک‌خانواده تشکیل شده بود، در حالی که در سال ۱۹۵۸، این رقم به ۷۷٪ افزایش یافته‌است. دو سال زودتر، در سال ۱۹۸۸، ۶۲٫۳ درصد از کل واحدهای مسکونی در ژاپن واحدهای تک خانواده و ۳۷٫۷٪ از واحدهای مسکونی چند واحدی بودند. در همان سال، بررسی انجام شده توسط آژانس برنامه‌ریزی اقتصادی ژاپن نشان داد که ۶۲٫۳ درصد از جمعیت ژاپن دارای یک خانه دو طبقه مستقل هستند.
در دهه ۱۹۸۰، هزینه یک خانه جدید در ژاپن ۵ تا ۸ برابر درآمد سالانه متوسط ژاپنی‌ها و ۲ تا ۳ برابر درآمد متوسط آمریکایی‌ها بود.
طبق نظرسنجی انجام شده توسط وزارت امور داخلی و ارتباطات ژاپن در سال ۲۰۰۸، حدود ۷٫۵۶ میلیون خانه خالی بود. بعداً در سال ۲۰۱۹ تخمین زده شد که تقریباً ۱۳٫۶٪ از ساختمان‌های ژاپن خالی است، که در ژاپنی با نام آکیا (ژاپنی: 空き家) به معنای «خانه خالی» شناخته می‌شود. برای مقابله با این موضوع، طرح‌هایی توسط وزارت زمین، زیرساخت، حمل‌ونقل و جهانگردی (MLIT) برای پیشبرد بازسازی و تصرف مجدد املاک آکیا در نظر گرفته شده‌است، به طوریکه آژانس‌های املاک و مستغلات لیست‌های خاصی را به عنوان «بانک آکیا» ذکر می‌کنند تا فروش، نوسازی و اجاره چنین املاکی را تسهیل کنند. در حالی که طرح‌های محلی Akiya Bank از دهه ۱۹۹۰ وجود داشته‌است، علاقه مجدد به بازسازی املاک و همچنین ظهور اینترنت باعث ظهور یک طرح ملی در سال ۲۰۱۰ شده‌است که تاکنون فعال باقی مانده‌است.

## دانچی

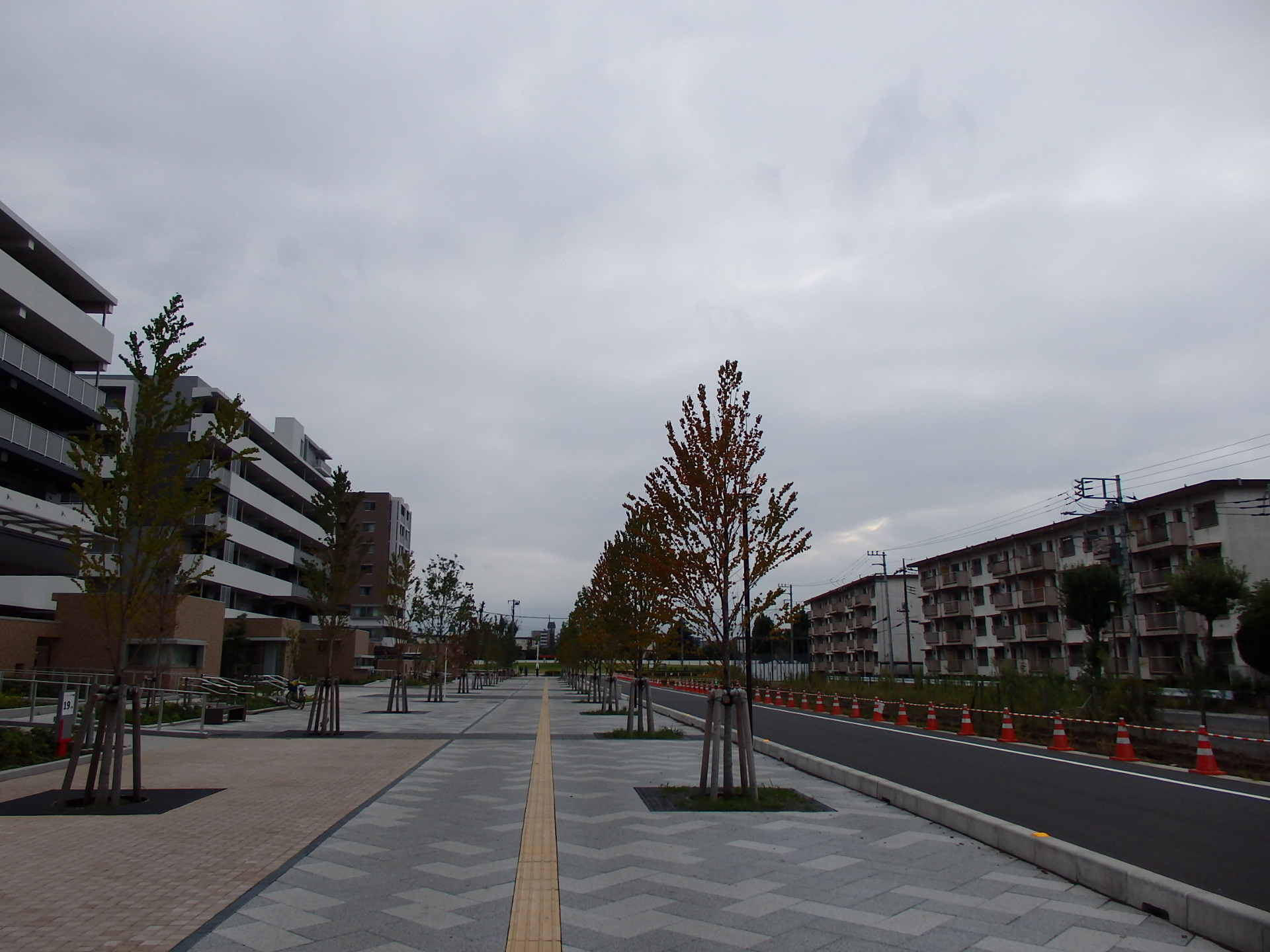
ساختمان‌های دانچی ساخته شده در دهه ۱۹۶۰ (راست)، که در روبروی آن و در طرف مقابل خیابان، بلوک‌های آپارتمانی مدرن ساخته شده در دهه ۲۰۰۰ (سمت چپ) قرار دارد.

دانچی، Danchi (団地 به معنای زمین گروهی) کلمه‌ای ژاپنی برای اشاره به مجموعه‌ای بزرگ از ساختمان‌های آپارتمانی از یک سبک و طرح خاص است که معمولاً توسط یک مقام دولتی به عنوان مسکن عمومی ساخته می‌شود.
شرکت مسکن ژاپن (JHC)، که اکنون به عنوان آژانس رنسانس شهری (UR) شناخته می‌شود، در سال ۱۹۵۵ تأسیس شد. شرکت مسکن ژاپن در طی دهه‌های ۱۹۵۰، ۶۰ و ۷۰ بسیاری از دانچی‌ها را در مناطق حومه شهر ساخته تا تقاضای بالای مسکن را در آن زمان به علت افزایش جمعیت ژاپن جبران کند.

## ساخت و ساز
بسیاری از خانه‌های تک‌خانواری توسط تولیدکنندگان ملی مانند ماتسوشیتا (با نام PanaHome)، میزاوا هوم، میتسویی و جنگلداری سومیتومو ساخته شده‌است. برخی از این شرکت‌ها پارک‌هایی را با خانه‌های نمونه نگهداری می‌کنند تا به خریداران احتمالی نشان دهند. سازندگان یک مجتمع آپارتمانی ممکن است واحدی را برای نشان دادن به خریداران احتمالی باز کنند یا اینکه، آنها ممکن است یک اتاق مدل جداگانه در جای دیگر بسازند و آن را به مشتریان احتمالی نشان دهند. سازندگان لوازم خانگی نیز به همین ترتیب برای نمایش محصولاتشان نمایشگاه‌هایی را راه‌اندازی می‌کنند.

### مصالح و مواد ساختمانی

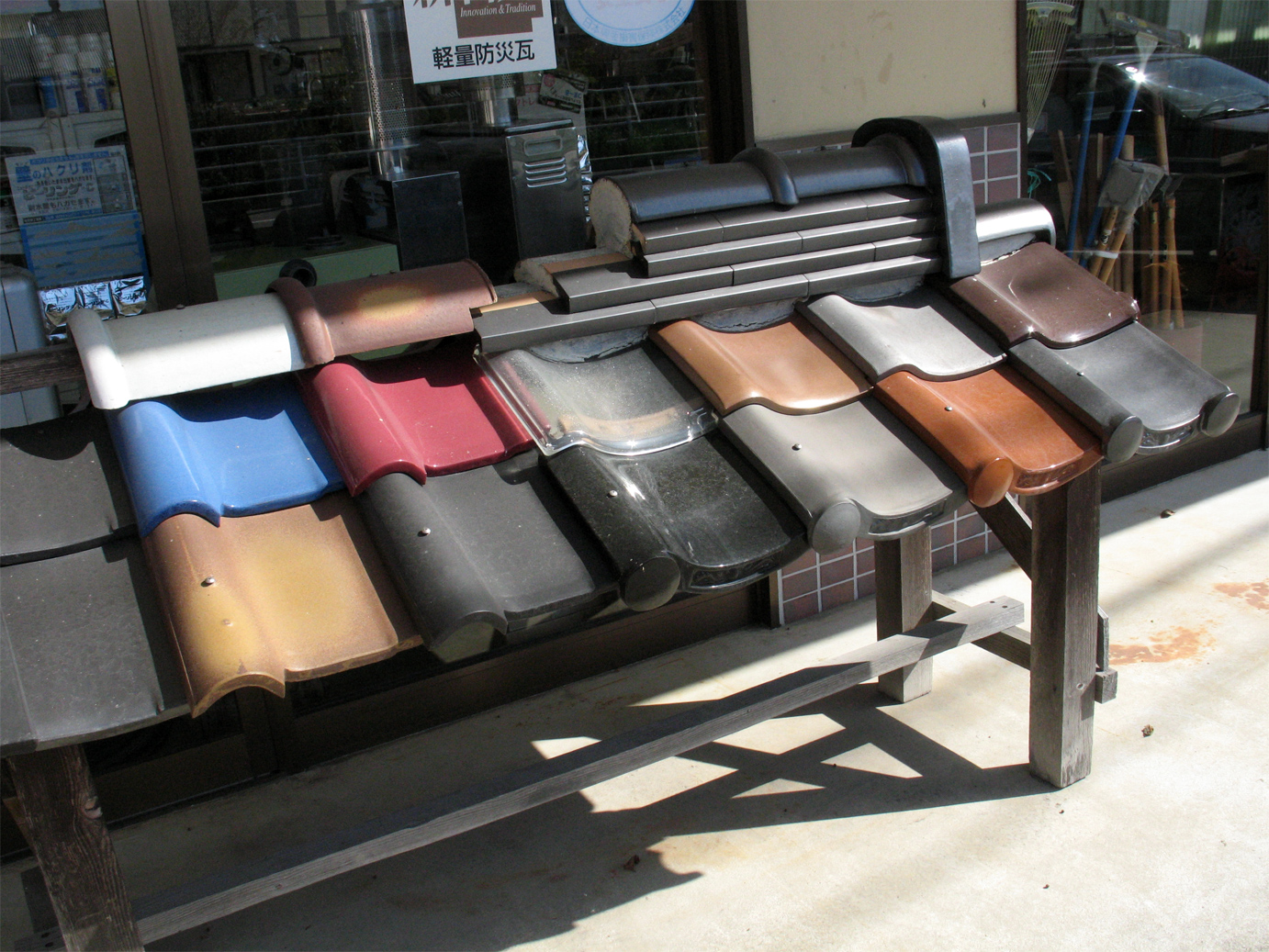
یک خرده فروشی مصالح ساختمانی که تعدادی تایل سقفی سرامیکی مختلف را به نمایش گذاشته‌است.

برای خانه‌های مستقل، استفاده از اسکلت چوبی متداول است. ساخت دو-در-چهار جایگزینی برای سبک بومی است. خانه‌ها ممکن است با روکش سایدینگ یا با کاشی و سرامیک پوشانده شوند. فضای داخلی اغلب دارای گچ‌تخته که یا نقاشی شده یا با پوشش مخصوص دیوار پوشانده شده‌است. برای ساخت بام استفاده از تایل‌های سقفی رسی یا بتنی متداول است. کاشی‌های سفالی اغلب دارای رنگ و لعاب هستند.
ساختمان‌های بزرگ معمولاً از بتن مسلح ساخته می‌شوند. پوشش سقف‌ها شامل آسفالت و مواد مصنوعی است.

### مقررات مسکن
حداکثر ارتفاع مجاز معمول یک ساختمان چوبی در ژاپن دو طبقه است. با این حال، با استفاده از برخی از فناوری‌های جدید، در حال حاضر برخی از ساختمان‌های سه طبقه چوبی نیز مجاز هستند (اگر الزامات نظام‌نامه ساختمان را رعایت کرده باشند). برخی از خانه‌های چوبی ممکن است دارای اتاق زیرشیروانی باشند، اما نمی‌توان از آن به عنوان اتاق خواب استفاده کرد، بلکه فقط جهت انبار مواد و وسایل مجاز است. ساختمان‌های فلزی و بتونی ممکن است طبقات بیشتری داشته باشند، اما معمولاً فقط دو طبقه دارند. زیرزمین در خانه‌های شخصی غیرمعمول است اما در ساختمان‌های بلند مرتبه متداول است.

مقایسه نسبت سطح کف (FAR) و شاخص فضای کف (FSI) در برابر نسبت پوشش ساختمان (BCR)

مساحتی که می‌توان بنا را بر روی آن ساخت بر اساس دو موضوع تعیین می‌شود: نسبت پوشش ساختمان (建蔽率 kenpeiritsu) و نسبت سطح کف (容積率 yōsekiritsu). نسبت پوشش ساختمان نسبت مساحت بنا به مساحت کل زمین است. این دو رقم اغلب در تبلیغات قطعه زمین ذکر می‌شود، برای مثال ۷۰:۴۰۰ (که در آن ۷۰ به این معناست که نسبت پوشش ساختمان ۷۰٪ و نسبت مساحت زمین ۴۰۰٪ است). این بدان معناست که برای ساخت یک ساختمان ۴ طبقه فقط از ۷۰٪ زمین می‌توان استفاده کرد. در نتیجه برای نسبت پوشش ماکزیمم ۵۰٪، بزرگترین بنایی که در یک زمین ۱۰۰ متر مربعی می‌توان ساخت فقط ۵۰ متر مربع خواهد بود. به علاوه، برای جلوگیری از انسداد بیش از حد نور در ملک همسایه، ممکن است تعداد طبقات در یک ساختمان محدود شود.
ارزش مشمول مالیات یک خانه توسط مواد ساختمانی آن کنترل می‌شود. برای خانه‌های چوبی عمر بیست ساله و برای خانه‌های بتنی عمر سی ساله در نظر گرفته می‌شود و قیمت ارزیابی شده هر ساله برخلاف بازارهای مسکن در سایر کشورها، کاهش می‌یابد. اکثر بنگاه‌های معاملات املاک و مستغلات نیز از این سیاست قیمت گذاری به عنوان راهنمای تقریبی استفاده می‌کنند.

### ساخت‌وساز ضدزلزله
زمین لرزه یک فاجعه طبیعی است که به‌طور مکرر در ژاپن رخ می‌دهد. معماران ژاپنی فناوری ساختمان‌ها را به گونه‌ای توسعه داده‌اند که می‌تواند خسارات زمین لرزه‌ها را کاهش دهد. برای کاهش لرزش ساختمان‌ها، معماران پی ساختمان‌ها را از زمین ایزوله می‌کنند. کارگران ساختمانی معمولاً برای حمایت از پی ساختمان هنگام وقوع زلزله، پدهای انعطاف‌پذیر نصب می‌کنند یا فضایی را در زیر پی ایجاد می‌کنند تا مستقیماً به زمین متصل نشود. زلزله همچنین دلیل ساخت خانه‌های ژاپنی از چوب است، زیرا چوب خاصیت جذب لرزه خوبی دارد.